# Dorome
Dorome er en lokal specialitet fra Kochi-præfekturet i Japan. På tosa-dialekt dækker dorome over 2-3 cm lange friturestegte sardiner. De spises frisk tilberedt med et dyp af purerede hvidløgsblade, eddike og miso. Dorome bliver ofte serveret i barer og værtshuse sammen med alkoholiske drikkevarer.
Byen Akaoka i Kochi-præfekturet fejrer hvert år en dorome-fest. Den primære begivenhed er en drikkekonkurrence mellem mænd og kvinder, der består i at tømme en overdimensioneret masu (drikkebæger) fuld af sake (1,8 l for mænd, det halve for kvinder) så hurtig som muligt. I 2006 lød rekorden på 12,5 hhv. 10,8 sekunder. Derudover er der dorome-fester ved kysten, en dorome-dans for børn og en parade af fiskekuttere.